# Första polska kriget
Första polska kriget var en väpnad konflikt mellan Polen och Sverige åren 1563–1568. Konfliken inleddes efter att Danmark och Polen slutit förbund den 5 oktober 1563 varvid Polen slöt upp på den danska sidan i Nordiska sjuårskriget. Polen avgav aldrig någon officiell krigsförklaring. Ett flertal mindre stillestånd slöts under kriget. Någon formell fred slöts aldrig utan kriget upphörde i och med Johan III:s trontillträde.

## Kriget
I augusti 1563 utbröt Nordiska sjuårskriget sedan Danmark och Lübeck förklarat krig mot Sverige. Sverige anföll de danska besittningarna i Estland. Efter det dansk-polska förbundets ingående anföll en polsk styrka svenskarna utanför Lode. Erik XIV misslyckades med att ordna ett stillestånd. 
I början av 1565 satte ordensriddaren Kaspar von Oldenbokum upp en legoknektsarmé benämnd hovmännen, som ville driva ut svenskarna ur Estland för att skapa ett nytt ordensvälde under Polen. I slutet av april överföll de det svenska fästet Pernau och dödade hela den svenska besättningen om 100 man. Den 9 juni kapitulerade Pernaus fästning, vilket skapade förutsättningar för polska härjningar i landet.
Samtidigt gick polackerna till anfall mot Karkus, men svenskarna lyckades slå tillbaka anfallen. Hovmännen marscherade mot Reval och slog läger vid Obermühlenberg. Slaget vid Obermühlenberg inleddes med att svenskarna anföll, tvingade hovmännen till reträtt och förföljde dem. Under striden sårades von Oldenbokum dödligt, vilket medförde att hovmannastyrkan upphörde att existera. Svenskarna inledde i december en belägring av Pernau.
I mars 1566 kom en polsk styrka till Pernaus undsättning och Horns trupper marscherade till Ösel. Ön härjades och staden Arensburg brandskattades. Svenskarna vände åter mot Estland, härjade i Riga stift och försökte återta Pernau, vilket misslyckades.
I början av 1567 hämnades polackerna de svenska härjningarna i Riga stift och anföll svenskt område. Den 3 februari led svenskarna ett stort nederlag vid Runafer och förlorade omkring 2 000 man. Horn tvingades avgå som befälhavare och ersattes av Klas Kursell.
1568 fick de svenska trupperna förstärkning och landsteg åter på Ösel där den danske befälhavaren på Sonnenburg kapitulerade. Ett stillestånd med styresmännen på Ösel ingicks. Hovmännen anföll från Pernau in på svenskt område och svenskarna led nederlag, vilket gjorde att ett stillestånd ingicks.
Sedan Erik XIV avsatts under hösten 1568 upphörde striderna med Polen.  

## Fältslag under kriget
- Slaget vid Obermühlenberg den 13 augusti 1565 (svensk seger)
- Slaget vid Runafer den 3 februari 1567 (polsk seger)

## Andra viktiga händelser under kriget
- Pernaus fall den 9 juni 1565 (hovmännens seger)
- Sonnenburgs erövring den 11 augusti 1568 (svensk seger)